# Zoe Aggeliki
Zoe Aggeliki, nata Zoe Aggeliki Mantzakanis (Karlskrona, 4 gennaio 1994), è un'attrice e modella svedese naturalizzata greca e francese.
Talvolta usando i nomi: Jessica Claudine Auger, Jessica Auger, Morgane Auger, Jessica Claudine Oger, Jessica Oger e Morgane Slemp

## Filmografia

### Cinema
- Arrivederci amore, ciao, regia di Michele Soavi (2006) - con il nome Morgane Slemp
- Maniac, regia di Franck Khalfoun (2012) - con il nome Morgane Slemp
- Dracula 3D (2012)
- Fun Size (2012)
- Total Recall - Atto di forza (2012)
- Percy Jackson e gli dei dell'Olimpo - Il mare dei mostri (2013)

### Televisione
- Friday Night Lights - serie TV